# Thomas G. Burch

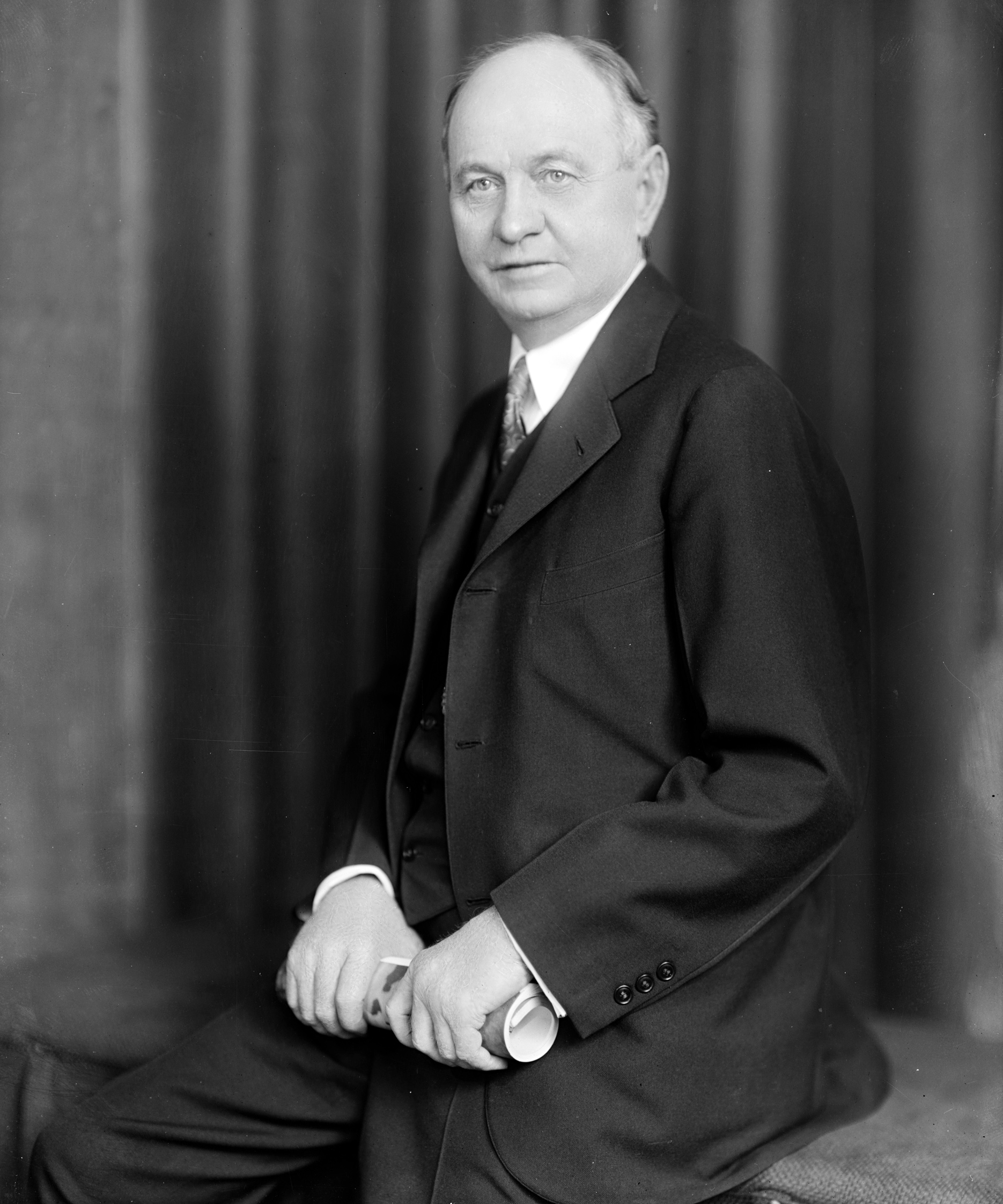
Thomas G. Burch

Thomas Granville Burch (* 3. Juli 1869 im Henry County, Virginia; † 20. März 1951 in Martinsville, Virginia) war ein US-amerikanischer Politiker (Demokratische Partei), der den Bundesstaat Virginia in beiden Kammern des Kongresses vertrat.
Thomas Burch wurde auf einer Farm nahe der kleinen Siedlung Dyer’s Store geboren. Er besuchte die öffentlichen Schulen und betätigte sich danach zunächst in der Landwirtschaft. Später arbeitete er für einen Tabakhersteller. Nach seinem Umzug nach Martinsville im Jahr 1886 stieg er dort ins Bankgewerbe sowie in die Versicherungs- und die Immobilienbranche ein. Von 1910 bis 1913 hatte er als Mitglied im staatlichen Landwirtschaftsausschuss sein erstes öffentliches Amt inne. Zwischen 1912 und 1914 fungierte er als Bürgermeister seiner neuen Heimatstadt.
In den folgenden Jahren übte Burch zahlreiche weitere Ämter aus. So war er von 1914 bis 1921 US Marshal für den westlichen Bezirk von Virginia, wirkte 1927 in einer Kommission zur Neustrukturierung der Staatsregierung mit, gehörte 1929 der staatlichen Kommission für Verkehr und die öffentlichen Versorgungsbetriebe an und war schließlich von 1930 bis 1931 Mitglied des Erziehungsausschusses von Virginia. Ab dem 4. März 1931 vertrat er dann den fünften Kongresswahlbezirk seines Staates im US-Repräsentantenhaus in Washington, D.C. Burch wurde mehrmals im Amt bestätigt und führte unter anderem den Vorsitz im Postausschuss.
Er legte sein Mandat am 31. Mai 1946 nieder, um innerhalb des Kongresses in den Senat zu wechseln. Dort übernahm er als ernannter Nachfolger den Sitz des verstorbenen Carter Glass. Burch trat nicht zur Nachwahl an, die mit Absalom Willis Robertson ein anderer Kongressabgeordneter für sich entschied. Robertson löste Burch am 5. November 1946 ab. Dieser kehrte nach Virginia zurück, wo er im folgenden Jahr den Vorsitz einer vom Gouverneur eingesetzten Kommission zur Umgestaltung der Staatsregierung übernahm. In der Folge ging er wieder seinen geschäftlichen Aktivitäten nach. Burch starb im März 1951 in Martinsville und wurde auf dem dortigen Oakwood Cemetery beigesetzt.